# Eocallionymus papilio
Eocallionymus papilio är en fiskart som först beskrevs av Günther, 1864.  Eocallionymus papilio ingår i släktet Eocallionymus och familjen sjökocksfiskar. Inga underarter finns listade i Catalogue of Life.